# Florentín Oviedo
José Florentín Oviedo (Villarrica, 16 de octubre de 1840 - Ajos, 11 de octubre de 1935) fue un militar paraguayo, que luchó en la Guerra de la Triple Alianza (1864-1870) y participó en la Guerra del Chaco (1932-1935) como voluntario para animar a las tropas Paraguayas en el frente.
En su honor el Regimiento de caballería N°10 que participó en la contienda chaqueña fue bautizado "Coronel Oviedo", al igual que la ciudad de Ajos en donde vivió por más de 50 años y falleció, fue cambiada por su nombre en homenaje a su figura.

## Biografía
José Florentín Oviedo nació en la ciudad de Villarrica el 16 de octubre de 1840 hijo de Juan José Barrios y María Antonia Oviedo, casado con María Lucia Rodríguez, levando el apellido materno en lugar de “Barrios”

## Participación en la Guerra Grande
El 3 de febrero de 1864 se alista en Cerro León en el Batallón Nº 22. Participa de la campaña ofensiva de Corrientes, la participación de Oviedo en Corrales, acción librada en territorio correntino el 31 de enero de 1866,  obtuvo las ginetas de sargento y la cruz otorgada a los vencedores de esa acción militar la más rara condecoración de la guerra, sólo concedida a poco más de cuarenta oficiales. En combate, ya en suelo paraguayo: el 24 de mayo de 1866 en Tuyuti a órdenes del Capitán Santiago Florentín, en el ataque al centro enemigo “en pos de nuestra briosa caballería”, fue de los que llegaron hasta los cañones brasileros. Después de la acción del 24 de mayo, siendo Sargento 1.º de la 1.ª Compañía del Batallón 12, con fecha 6 de junio de 1866 obtuvo su primera promoción de oficial: Subteniente graduado de la Compañía de Granaderos del Batallón Nº 3; del 16 al 18 de julio de 1866 en Boquerón del Sauce, donde cae herido, recogido casi moribundo el 18 de julio de 1866 por el general Díaz, pasó a restablecerse al Hospital de Humaitá. A mediados de 1867, “fue a ocupar su puesto en el Batallón 3, destacado en Paso Rojas”. El 3 de noviembre de 1867, actuó comandando una compañía del citado batallón, componente de la 1.ª Brigada al mando del bizarro comandante Manuel Antonio Jiménez, “Cala’a”, en el brioso asalto a las posiciones fortificadas del ejército aliado en Tuyutí. Por su comportamiento en combate recibe sucesivos ascensos y la condecoración de Caballero de la Orden Nacional del Mérito.

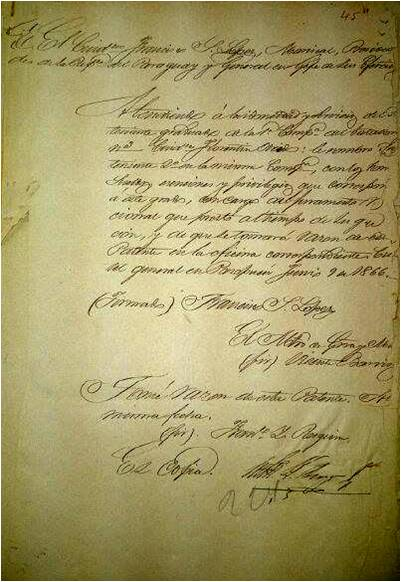
Toma de Razón de la Patente de Teniente 2.º de la 1.ª Compañía del Batallón Nº 3, Cuartel General en Paso Pucú, el 9 de junio de 1866

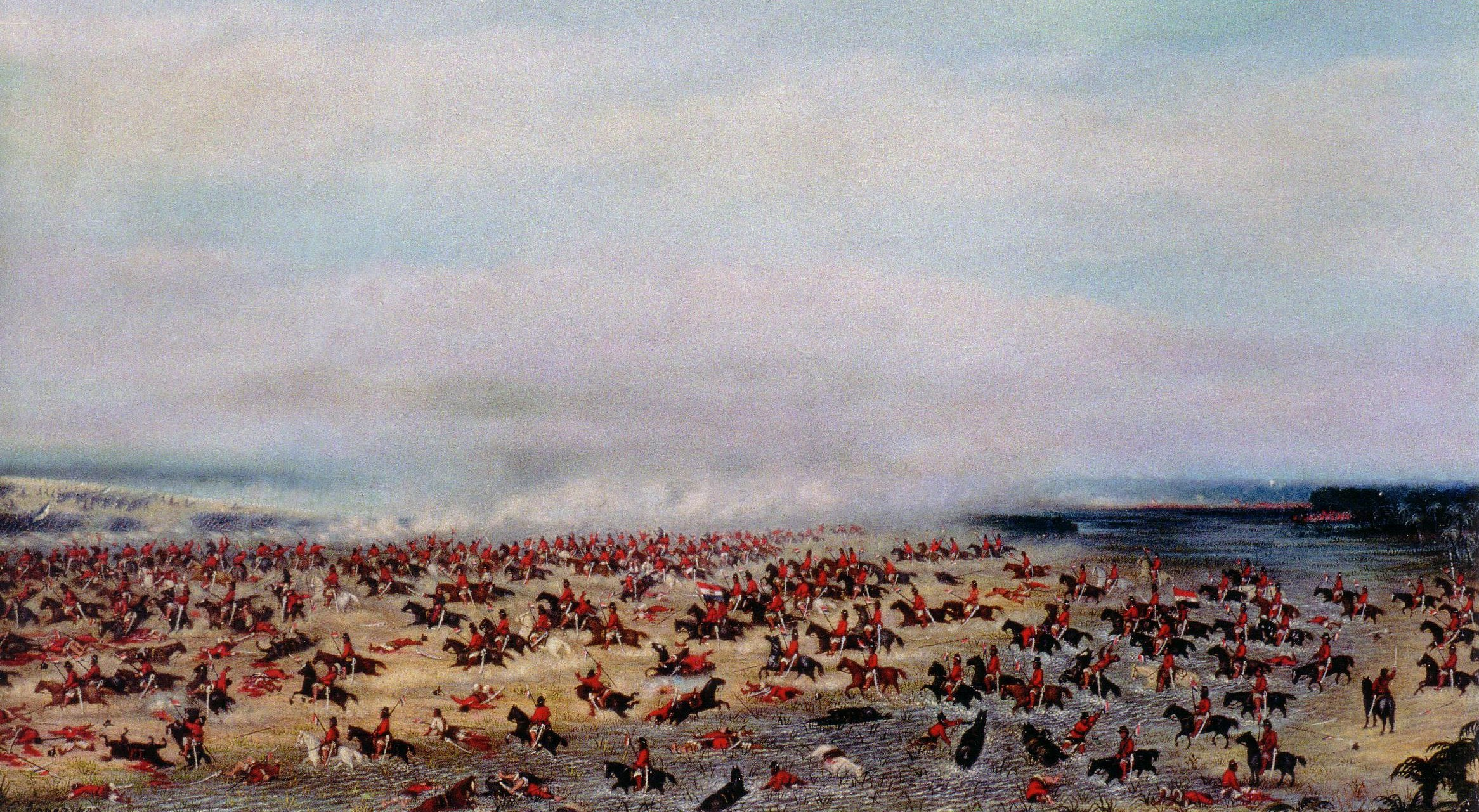
Batalla de tuyuti

Teniente 1.º y comandante del Batallón de Infantería Nº 27, en enero de 1868 pasó a depender del Coronel Paulino Alén, comandante de la plaza de Humaitá. Durante varios meses quedó acantonado en Amboró-ruguá. El Batallón 27 de su mando, participó en una fuerza al mando del comandante Juan Vicente Orzuzar, junto a 6 piezas de artillería para auxiliar a las fuerzas del mayor Zoilo Almada (200 jinetes del 7.º de Caballería) que enfrentaban a fuerzas argentinas y brasileñas. Este refuerzo fue enviado por el coronel Alén, a la sazón, comandante de Humaitá. El 2 de mayo de 1868 se produjo el combate de Yuasy’y. El 18 de julio de 1868, participa con dos compañías de infantería junto al Capitán Melitón Taboada, al frente del Regimiento “Acamorotí”, ocupando un lugar oculto y sorprendiendo a una fuerza al mando del Coronel Miguel Martínez de Hoz quien marchaba al frente del Batallón Riojano y de dos batallones brasileños Actuó en Avay el 11 de diciembre de 1868, “siendo el suyo el único cuerpo que se abrió paso en medio de los apiñados regimientos enemigos, escapando a la saña cruel del vencedor.” El 21 de diciembre de 1868 volvió a desempeñarse al frente de su batallón 22, luchando en la memorable Ita Ybaté, la batalla de siete días con sus noches, “donde recibió una bala que le destrozó el maxilar inferior, le atravesó el cuello y fue a salir en la nuca.”; y Lomas Valentinas, la batalla de los 7 días, donde cae nuevamente con heridas múltiples. Oviedo es promovido a Mayor en enero de 1869 – luego de Lomas Valentinas. Sus últimas acciones guerreras fueron en el año 1869, durante la victoria en Picada Diarte y la batalla de Acosta Ñu, donde cae prisionero. Estando en esa condición en Río de Janeiro es presentado ante el Emperador Pedro II.

### Oviedo es llamado por el Emperador Pedro II.

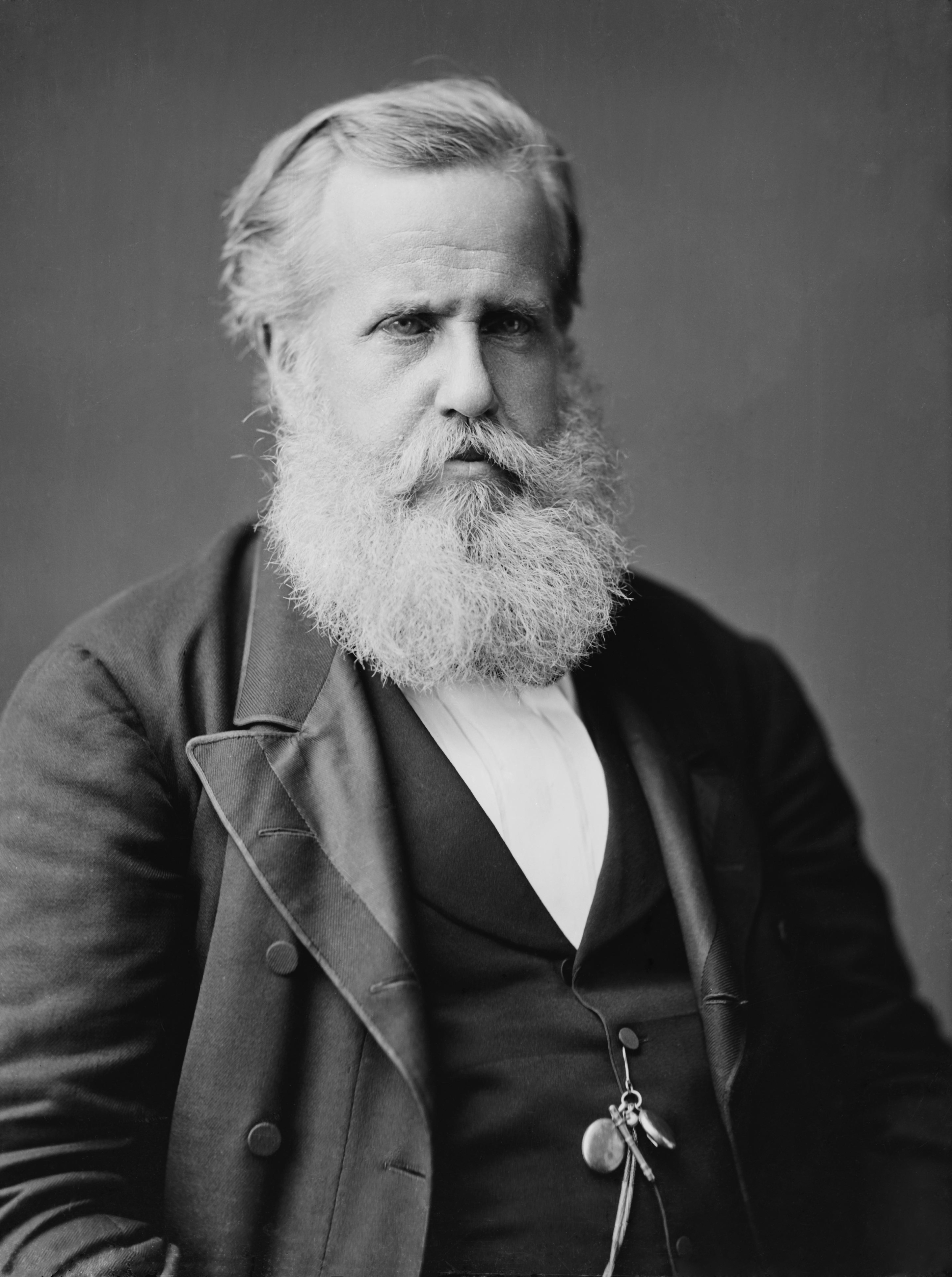
Emperador Pedro II

Un día el General Gurdell, ayudante general de Campo del Emperador Don Pedro II, se presentó en el Cuartel Picadero. Hace avistar al Comandante Oviedo que viene del Palacio de San Cristóbal comisionado por S.M. El Emperador para entrevistarse con él. Oviedo aceptó la invitación y rato después ambos montaron a caballo y partieron sin prisa, a paso de caballo, pero andando el General pregunto a Oviedo si sabía galopar, a lo que contestó: “Un poquitinho”. Ya junto al Emperador, éste se desocupa y se dirige a Oviedo y le dice: “¿Verdad es el Comandante Oviedo?”, “A su orden S.M. le contestó”, y siguió este diálogo: - ¿Verdad estuvo en la guerra desde el principio? - Participé desde el comienzo Majestad. - ¿Verdad ha combatido en tal parte? - Es cierto Majestad. - ¿Es cierto que allí estaban los brasileros en número de tanto y que los paraguayos en número de 350? - Es cierto, Majestad. - ¿Y allí triunfaron los paraguayos habiendo derrotado a los brasileros? - Es cierto, Majestad. Y así siguió haciendo preguntas sobre varias acciones de guerra donde han tomado parte las tropas brasileñas hasta que el Emperador le dijo: ¿Pero verdad Comandante, no me miente? ¿Será posible creer que los brasileros sean tan cobardes y que saben huir? Oviedo contestó: No tiene necesidad de hacerme más preguntas ni averiguaciones. El Emperador guardó silencio, pero quedó mirándole un instante, hasta que le hizo la siguiente proposición: “Comandante Oviedo, el gobierno le dará facilidades para seguir su carrera militar, le dará dos grados más, recurso suficiente para ir a Europa a perfeccionar sus conocimientos militares durante 10 años recorriendo y visitando las instrucciones militares de las principales naciones, tendrá un sueldo mensual correspondiente a su grado y pensión vitalicia, una casa palacio para vivienda de su familia, una casa comprada especialmente para Ud., con título de propiedad a su nombre, pero Ud. se servirá tomar carta de ciudadanía brasilera”. Oviedo, que escuchaba atento las palabras del Emperador, se levantó de su asiento con cierto enfado diciendo: “Ruego a su Majestad se sirva no repetirme esas palabras. Soy paraguayo, y como soldado paraguayo he defendido esa tricolor de mi Patria, y volveré a defenderla porque el Paraguay todavía existe y el corazón en este pecho palpita aún”. El Emperador quedó con la mirada fija al Comandante sin pronunciar palabra alguna hasta que dijo: “Puede retirarse Comandante”. Oviedo, dando paso atrás y cumpliendo con los saludos militares se retira y vuelve al cuartel acompañado nuevamente del General Gurdell. Decía Oviedo que después de lo ocurrido no esperaba sino su sentencia de muerte dada por el Emperador, sin embargo su espíritu estaba tranquilo, nada pasó.

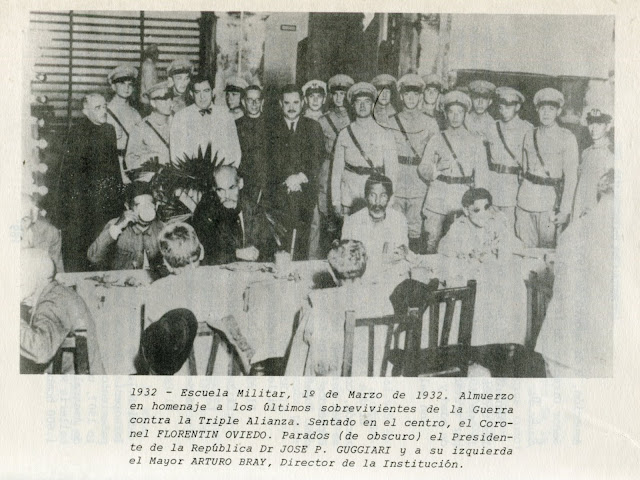
Homenaje al Cnel. Florentín Oviedo

### Regreso al Paraguay
De regreso en Paraguay y ya afincado en el Pueblo de Ajos, el 24 de julio de 1872 se presentó el Teniente Coronel Oviedo ante la comisión revisora de despachos militares presidida por el general Resquín declarando que era vecino de Ajos y con la patente de su jerarquía, otorgada el 30 de julio de 1869 que lo acreditaba como jefe del Batallón Nº 7 de la 3.ª División. Durante el gobierno de Don Juan Bautista Gill (1874-1877), Florentín Oviedo ascendió a Coronel, siendo la última jerarquía en obtener en su carrera militar.

## Participación en la Guerra del Chaco
Al explotar la Guerra del Chaco, y con 92 años de edad, se presenta a dar ánimos a través de sus relatos a los oficiales que irían al frente. El Regimiento de Caballería Nº 10, que combatiría en esa contienda, fue bautizado “Coronel Oviedo”.

## Homenajes

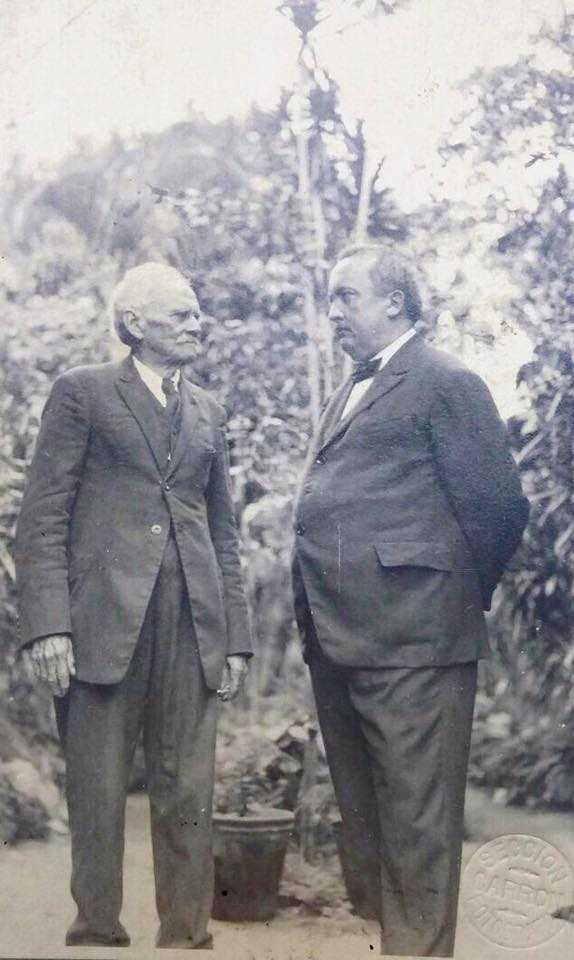
El coronel Florentín Oviedo Junto con Juan E. O'Leary.

Muchos han sido los homenajes discernidos al veterano de la guerra. En vida no se le escatimaron reconocimientos de distinto orden, el más significativo fue el dar su nombre al pueblo elegido para vivir el resto de sus días. El Regimiento de Caballería Nº 10 “Cnel. Oviedo”, participante en la gesta chaqueña.
Una calle asuncena recuerda su nombre, en el barrio Sajonia, paralela al Sur de Avda. Carlos Antonio López. También se erigió un busto dedicado a su memoria en el año 1942, en la plaza donde hoy se levanta la Iglesia Parroquial de la actual Ciudad de Coronel Oviedo, el cual fue trasladado posteriormente al paraje denominado “Cerrito”, precisamente donde moraba el militar.  El 28 de febrero de 2018, se descubrió la estatua erigida en honor y recuerdo del militar.

## Fallecimiento
El Coronel Florentín Oviedo falleció a las 12:00 horas de un viernes 11 de octubre de 1935 en el pueblo que lleva su propio nombre. “Ha fallecido el Coronel de la Nación Don Florentín Oviedo“, consta en el acta. De acuerdo a datos históricos, las cenizas del Coronel Florentín Oviedo yacen en la Plaza de los Héroes de la ciudad, al pie busto erigido en el año 1968.